# Rivière Leprohon
Pour les articles homonymes, voir Leprohon.
La rivière Leprohon est un affluent de la rivière Noire, coulant sur la rive nord du fleuve Saint-Laurent, entièrement dans la municipalité de Sainte-Émélie-de-l'Énergie, dans la municipalité régionale de comté (MRC) de Matawinie, dans la région administrative de Lanaudière, au Québec, au Canada.
Le cours de cette rivière coule généralement vers le sud-est, puis le nord, dans une petite vallée forestière et agricole.
La partie supérieure de la rivière Leprohon est surtout accessible par la rue du Trappeur et le chemin du Grand Rang ; la partie inférieure par le rang de la Feuille-d’Érable.

## Géographie
La rivière Leprohon prend sa source à l'embouchure d’un petit lac sans nom (longueur : 0,2 km ; altitude : 496 m). Ce lac est situé en zone forestière et montagneuse dans la partie nord-ouest de Sainte-Émélie-de-l'Énergie.
L’embouchure de ce lac de tête est situé à 7,5 km au nord-ouest du centre du village de Sainte-Émélie-de-l'Énergie, à 8,8 km au nord-est du centre du village de Saint-Côme et à 7,3 km au nord-ouest de la confluence de la rivière Leprohon.
La rivière Leprohon coule sur 16,0 km, selon les segments suivants :
- 1,7 km vers le sud-est dans Sainte-Émélie-de-l'Énergie en traversant vers le sud-ouest un petit lac sans nom (altitude : 466 m), jusqu’à son embouchure ;
- 1,0 km vers le sud-ouest en traversant un petit lac sans nom (altitude : 427 m) sur jusqu’à son embouchure ;
- 2,8 km vers le sud-est, en longeant du côté nord-est la limite de Saint-Côme, jusqu’à la décharge (venant de l'ouest) des Lacs du Castor ;
- 5,2 km vers l’est, jusqu’au pont du chemin du Grand-Rang (route 347) ;
- 2,8 km vers l’est, en recueillant les eaux de la décharge du lac Canard, jusqu’à un pont routier situé du côté est du chemin du Rang de la Feuille-d’Érable ;
- 1,4 km vers le nord en traversant le hameau Domaine-Feuille-d’Érable, jusqu’au pont du chemin du Rang de la Feuille-d’Érable, situé du côté sud du village de Sainte-Émélie-de-l'Énergie ;
- 1,1 km vers le nord-est en passant du côté sud du village de Sainte-Émélie-de-l'Énergie et en coupant la rue Desriers, jusqu'à la confluence de la rivière[2].

La rivière Leprohon se déverse sur la rive sud de la rivière Noire (Matawinie), du côté est du village de Sainte-Émélie-de-l'Énergie et du côté sud de la rue Principale (route 131).  La confluence de la rivière Leprohon est située à :
- 2,7 km au sud-est de la limite de Saint-Damien ;
- 5,5 km au nord-est de la limite de Saint-Côme.

À partir de la confluence de la rivière Leprohon, la rivière Noire descend vers le sud-est jusqu’à la rive nord de la rivière L'Assomption laquelle serpente vers le sud-est, puis vers le sud-ouest, jusqu'à la rive nord du fleuve Saint-Laurent.

## Toponymie
Le terme Leprohon constitue un patronyme de famille.
Le toponyme rivière Leprohon a été officialisé le 5 décembre 1968 à la Commission de toponymie du Québec.